# Nguyễn Văn Thành (nhà ngoại giao)
Nguyễn Văn Thành (Sinh ngày 30 tháng 11 năm 1950 – Mất ngày 17 tháng 7 năm 2023) là một nhà ngoại giao Việt Nam. Đại sứ đặc mệnh toàn quyền Việt Nam tại Ukraina và Moldova từ 2007 đến 2010.

## Tiểu sử
Nguyễn Văn Thành [Nguyễn Đình Thành] sinh ngày 30 tháng 11 năm 1950 tại Xóm 1 (nay là thôn Bút Thành), xã An Hòa, Quỳnh Lưu, Nghệ An. Là con cháu của dòng tộc họ Nguyễn Đình - Nguyễn Xí, một vị tướng, nhà chính trị, công thần khai quốc nhà Hậu Lê và là đại thần trải qua 4 đời vua thời Hậu Lê. 

## Sự nghiệp
Năm 1976, ông tốt nghiệp Học viện Công nghiệp nhẹ Kiev, kỹ sư kinh tế. Từ năm 1976 đến năm 1978, ông làm việc tại nhà máy dệt Hà Nội (nay là Tổng công ty May 10). Từ năm 1978 đến năm 1982, ông làm việc tại nhà máy dệt và cơ khí "Zalam" (nay là Công ty Cổ phần Cơ khí May Gia Lâm).
Từ năm 1982 đến năm 1992, ông là chuyên viên Tiểu ban công nghiệp hóa, Viện Quản lý kinh tế Trung ương. Từ năm 1992 đến năm 1993, ông là phó trưởng Tiểu ban công nghiệp hóa, Viện Nghiên cứu Quản lý Kinh tế Trung ương. Từ năm 1993 đến năm 1996, ông là Phó Vụ trưởng Vụ Cải cách Doanh nghiệp trực thuộc Chính phủ.
Từ năm 1996 đến năm 1997, ông giữ chức vụ là Vụ trưởng của vụ này. Từ năm 1997 đến năm 1998, ông là Thư ký của Phó Thủ tướng, và Thư ký của Chủ tịch nước. Từ năm 1998 đến năm 2006, ông giữ vai trò là trợ lý của Chủ tịch nước Trần Đức Lương.
Kể từ ngày 2 tháng 7 năm 2007, ông là Đại sứ đặc mệnh toàn quyền nước Cộng hòa Xã hội chủ nghĩa Việt Nam tại Ukraine và Moldova.

## Qua đời
Nguyễn Văn Thành qua đời lúc 5 giờ 50 phút ngày 17 tháng 7 năm 2023, tại Bệnh viện Quân y 103. Ông được nhà nước tổ chức lễ tang cấp cao tại Nhà tang lễ Quốc gia, an táng tại Nghĩa trang Thanh Tước, thuộc địa phận xã Thanh Lâm, huyện Mê Linh, Hà Nội.

## Vinh danh
- Huân chương Độc lập hạng Ba[1]
- Huy hiệu 30 năm tuổi Đảng[1]

Tháng 4 năm 2009, ông được Ủy ban Giải thưởng Hàn lâm Quốc tế “Golden Fortune” Ucraina đã quyết định trao tặng Đại sứ Đặc mệnh toàn quyền nước CHXHCN Việt Nam tại Ucraina Nguyễn Văn Thành huân chương Georghi “Danh dự, Vinh quang, Lao động” hạng Ba vì những cống hiến trong phát triển hợp tác quốc tế về khoa học - kỹ thuật giữa Viện Hàn lâm khoa học Ucraina và các cơ quan khoa học Việt Nam.